# Georges Lecointe
Georges Lecointe, francoski veslač, * 6. avgust 1897, † 4. januar 1932.
Lecointe je za Francijo nastopil na Poletnih olimpijskih igrah 1924 v Parizu, kjer je v četvercu s krmarjem osvojil srebrno medaljo